# Johann Michael Moscherosch
Johann Michael Moscherosch, Pseudonym Philander (* 7. März 1601 in Willstätt; † 4. April 1669 in Worms), war ein deutscher Staatsmann, Satiriker und Pädagoge des Barock.

## Leben
Moscherosch wuchs im zur Grafschaft Hanau-Lichtenberg gehörenden Willstätt auf dem elterlichen Hof auf. Im Alter von 11 Jahren kam er auf das Gymnasium in Straßburg und studierte sodann Rechtswissenschaften, Philosophie und Literatur an der dortigen Universität. Seinen Tagebuchaufzeichnungen verdanken wir den einzigen Augenzeugenbericht über die Theateraufführungen Caspar Brülows. Im September 1623 verteidigte Moscherosch unter dem Vorsitz von Matthias Bernegger seine Dissertation In C. Suetonii Tranquilli XII. Caesares diatribe XV. Nach der Promotion zum Magister am 8. April 1624 immatrikulierte er sich an der Universität Genf. Nach Abschluss seiner Studien unternahm Moscherosch zunächst Bildungsreisen nach Frankreich und durch die Schweiz und arbeitete dann als Hauslehrer.
Von 1631 bis 1634 war Moscherosch einer der Amtmänner des lutherischen Zweiges der Grafen von Kriechingen in Kriechingen und als solcher in dem zu dieser Zeit zur Hälfte kriechingischen Saarwellingen eingesetzt. 1636 stellte ihn der pommersche Herzog von Croy-Arschot
als Amtmann seines Anteils an der nicht weit von Kriechingen liegenden „sechsherrigen“ Herrschaft Finstingen ein.
Diese Stelle, an der Moscherosch auf engem Raum die Rechte seines Landesherrn gegenüber den Amtmännern der anderen fünf Landesherren, den Grafen von Croy-Havre und den vier Linien der Wild- und Rheingrafen, zu behaupten hatte, hielt er von 1635 bis 1642. 1643 war er in Benfeld einige Monate bis zu dessen Tod Sekretär von Friedrich Richard Mockhel, dem schwedischen Residenten in Elsass. Anschließend arbeitete er bis 1645 für den Benfelder Kommandanten Oberst Friedrich Moser von Filseck († 1671). Nach diesen Tätigkeiten im lothringischen Grenzraum flüchtete Moscherosch vor den Wirren des Dreißigjährigen Krieges nach Straßburg, wo er von 1645 bis 1655 Polizeichef und Steuerbeamter war.
Ab 1656 arbeitete er als Rechtsberater des Grafen Friedrich Casimir von Hanau. Wegen finanzieller Misswirtschaft erreichten die Verwandten des Grafen, insbesondere die Vormünder seiner Neffen und Nachfolger, Herzog Christian II. von Pfalz-Zweibrücken-Birkenfeld und Pfalzgräfin Anna Magdalena von Pfalz-Zweibrücken-Birkenfeld, seitens des Kaisers eine Zwangsverwaltung der Grafschaft und sicherten sich ein Recht auf Mitregierung. Die Berater des Grafen, darunter Johann Michael Moscherosch, wurden entlassen. Nachdem er auch in den Diensten des Mainzer Kurfürsten Johann Philipp von Schönborn gestanden hatte, wechselte er 1664 an den hessen-kasselschen Hof.
Moscheroschs Lebenszeit umfasst den gesamten Dreißigjährigen Krieg (1618–1648), dessen Grausamkeiten und Auswüchse sich auch in seinem Werk ausführlich widerspiegeln.

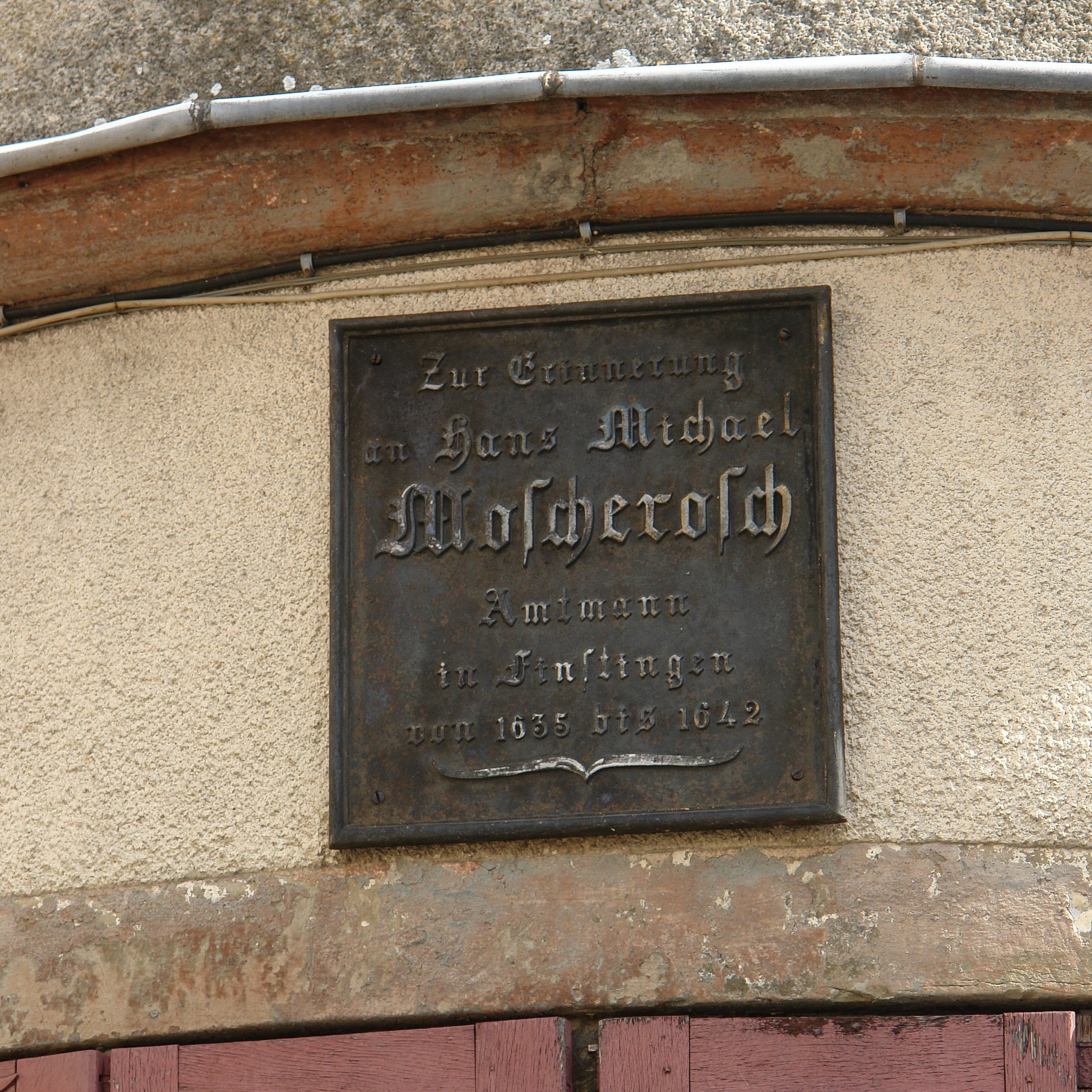
Gedenktafel in Fénétrange

## Familie
Johann Michael Moscherosch war das älteste von 11 Kindern des in Hagenau geborenen Landwirts und Kirchenschaffners Michael Moscherosch (1578–1636) und dessen Ehefrau Veronika Beck. Ein jüngerer Bruder Quirinus Moscherosch wurde lutherischer Pfarrer. Moscherosch heiratete am 9. September 1628 die Kaufmannstochter Esther Ackermann (* 1602 in Frankenthal), die in den Wirren des Dreißigjährigen Krieges im Dezember 1632 ums Leben kam.
Am 20. August 1633 heiratete Moscherosch in zweiter Ehe die Beamtentochter Maria Barbara Paniel, die knapp zwanzigjährig am 6. November 1634 in Lützelstein an der Pest starb. Am 4. Oktober 1636 ehelichte er in dritter Ehe Anna Maria Kilburger (* 1615 in Finstingen, † 1694 in Frankfurt am Main), eine Tochter des Amtsschreibers zu Finstingen, Johannes Kilburg.
Aus diesen drei Ehen stammten insgesamt vierzehn Kinder, von denen aber viele das Kindesalter nicht überlebten. Ein Sohn, Johann Balthasar Moscherosch, wurde Romanist und Hofbibliothekar in Darmstadt.
Moscherosch starb am 4. April 1669 in Worms am „hitzigen Fieber“. Er war auf dem Weg zu seinem in Frankfurt am Main wohnenden Sohn Ernst Bogislav (1637–1702), Lehrer an einem Frankfurter Gymnasium.

## Werk

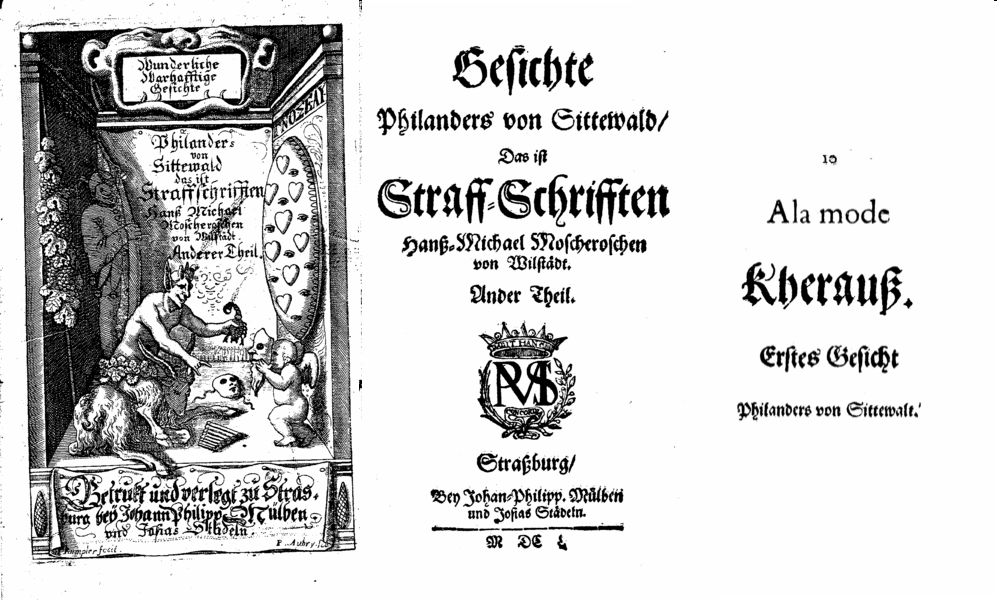
Teil 2 seiner Gesichte (1650) mit dem separaten Titelblatt für den „Ala mode Kherauß“

Moscherosch veröffentlichte Aufsätze, Gedichte und Erzählungen in lateinischer und deutscher Sprache unter dem Pseudonym Philander von Sittewald. Die Straßburger Aufrichtige Tannengesellschaft, gegründet 1633 von Jesaias Rompler und Johannes Freinsheim, zählte neben Johann Matthias Schneuber auch Moscherosch zu ihren namhaftesten Mitgliedern.
1645 wurde er von Fürst Ludwig I. von Anhalt-Köthen in die Fruchtbringende Gesellschaft aufgenommen. Als Gesellschaftsname wurde ihm der Träumende und als Motto hohe Sachen verliehen. Als Emblem ist ihm Nachtschatten zugedacht worden (Solanum nigrum L.). Im Köthener Gesellschaftsbuch findet man Moscheroschs Eintrag unter der Nr. 436. Dort ist auch das Reimgesetz verzeichnet, mit welchem er sich für die Aufnahme bedankt:
Nachtschatten pfleget sanft den schlaf zu flößen ein,
Und Zeiget träume drauf, daher ich mir erwehlet
Den Nahmen mit dem Kraut: Jch wil befließen sein
Als ich vorhin auch war, als ich die träum’ erzehlet
Zu träumen mehr und mehr, bey nacht und tagesschein
Und Zwar mit ofnem aug’: Es sol sein unverhehlet
Was vor geschickligkeit wird träumen meinem fleiß’
Auf das der Träumend’ ich viel Hohe Sachen heiß.
Moscheroschs bekanntestes Werk ist Wunderliche und Wahrhafftige Gesichte Philanders von Sittewald, eine Sammlung von vierzehn ab 1640 veröffentlichten satirischen Erzählungen, eine Bearbeitung des spanischen Buchs Sueños von Francisco de Quevedo y Villegas. „Sittewald“ ist ein grobes Anagramm von Moscheroschs Geburtsort Willstätt. Eine der Erzählungen, Soldatenleben, wurde 1996 neu herausgegeben (siehe Neuere Ausgaben von Moscherosch-Werken).
Des Knaben Wunderhorn von Clemens Brentano und Achim von Arnim enthält ein Lied von Moscherosch: Die löbliche Gesellschaft Mosel-Saar.
In vielen deutsch- und französischsprachigen Ausgaben der Baedeker-Reiseführer vor dem Zweiten Weltkrieg war eine Sentenz Moscheroschs zum Reisen abgedruckt, die mit Philander von Sittewald. 1650 unterschrieben ist.
Günter Grass lässt Moscherosch in seiner Erzählung Das Treffen in Telgte aus dem Jahr 1979 auftreten.

## Werke (Auswahl)
- Wunderbahre Satyrische gesichte verteutscht durch Philander von Sittewald. Straßburg 1640 (weitere Drucke unter abweichenden Titeln, z. B. Wunderbahre und wahrhaftige Gesichte Philanders von Sittewald.)
- Insomnis cura parentum. Christliches Vermächtnuß oder Schuldige Vorsorg eines trewen Vatters. Straßburg 1643.
- (Übs.) Samuel Bernhardt: Anleitung zu einem adelichen Leben. Straßburg 1645.
- Güldner Zanck-Apfel, Das ist: Gerichtliches und reiff-erwogenes End-Urtheil: So von des löblich-lieblichen Weibervolckes Nutz und Schutz in geheimen Rath Apollinis des Parnassschen Rath-Hauses geschlossen und abgelesen worden. Hoffmann, Nürnberg 1666. (Digitalisat)
- Centuria prima epigrammatum. Glaser, Straßburg 1630. (Digitalisat) (Insgesamt 6 Bände)
- Alamodischer Politicus Welcher Heutiger Statisten Machiavellische griff und arcana Status Sonnen klar an tag gibt. Sampt der zu endangehenckter Oration des bawren an der Donaw. An den Magistrat von Rom. Bingehn, Cölln 1647. (Digitalisat)
- (Hrsg.) Jacob Wimpheling: Tutschland Jacob Wympfflingers von Slettstatt, zu Ere der Statt Strassburg und des Rinstroms. Straßburg 1648.
- (Hrsg.) Jacob Wimpheling: Catalogus episcoporum Argentinensium. Straßburg 1651.
- (Hrsg.) Georg Gumpelzhaimer: Gymnasma de exercitiis academicorum. Straßburg 1652.
- H.M.M. Technologie allemande & françoise, das ist Kunst-übliche Wort-Lehre. Teutsch und Frantzösisch. Straßburg 1656.

### Neuere Ausgaben
- Visiones De Don Quevedo. Wunderliche und Wahrhafftige Gesichte Philanders von Sittewald. Nachdruck der Originalausgabe von 1642. Olms, Hildesheim u. New York 1974, ISBN 3-487-05288-1.
- Walter E. Schäfer (Hrsg.): Unter Räubern: Johann Michael Moscherosch „Soldatenleben“. Braun, Karlsruhe 1996. ISBN 3-7650-8170-1.